# Keskvere (Martna)
Keskvere – wieś w Estonii, w prowincji Lääne, w gminie Martna.